# Jano Ananidze
Jano Ananidze (en georgià: ჯანო ანანიძე; nascut a Kobuleti el 10 d'octubre de 1992) és un exfutbolista professional georgià que jugava com a migcampista ofensiu. És el golejador més jove dels campionats russos (17 anys i 8 dies).

## Trajectòria

### Spartak de Moscou
Ananidze va fitxar per l'Spartak de Moscou el 2009 marcant quatre gols en dotze partits amb el seu equip filial. Durant el descans de mitja temporada, Valery Karpin va pujar Ananidze del juvenil al primer equip i després va fer una gira d'entrenament a Àustria. Ananidze va debutar a la Copa de Rússia el 15 de juliol de 2009, marcant un gol contra el Krasnodar de primera divisió. L'1 d'agost de 2009, Ananidze va debutar al campionat de lliga substituint Alex al minut 69 del partit.
El 18 d'octubre de 2009, es va convertir en el jugador més jove a marcar un gol a la Premier League russa quan va marcar per l'Spartak de Moscou contra el Lokomotiv de Moscou als 17 anys i 8 dies.
Després d'un excel·lent final de la seva temporada de debut, Jano estava al radar de l'Arsenal, el Milan i la Juventus . El director esportiu de l'Spartak de Moscou, Dmitri Popov, va insistir que el club no escoltaria ofertes fins que Ananidze tingués almenys 20 anys.
El setembre de 2012, abans del partit de classificació per a la Copa del Món de 2014 contra Espanya, Iker Casillas va nomenar Ananidze com un dels jugadors clau de la selecció de Geòrgia juntament amb el porter Giorgi Loria .
El 21 de gener de 2020, el seu contracte amb l'Spartak va ser rescindit per mutu acord, 13 anys després que s'incorporés a les categories inferiros del club moscovita.

### FC Rostov
El 3 de juliol de 2013, va ser cedit per un any al FC Rostov.

### Krylia Sovetov Samara
El 13 de gener de 2019, va anar ceti al Krylia Sovetov Samara fins al final de la temporada 2018-19.

### Anorhosis
El 22 de gener de 2020, es va convertir en jugador de l'Anorthosis xipriota. Va debutar amb l'Anorthosis l'1 de febrer de 2020, al partit de la 18a jornada del Campionat de Xipre contra el Doxa de Katakopias (3-0), substituint Georgios Manthatis al minut 75 del partit 

### Rotor Volgograd
El 6 d'agost de 2020, va tornar a la Premier League russa i va signar amb el Rotor Volgograd. El seu contracte amb el Rotor va ser rescindit de mutu acord el 12 de setembre de 2020 a causa d'una lesió al genoll.

### Dinamo de Tbilisi
El 29 d'abril de 2021, Ananidze va tornar a la seva Geòrgia natal, i va fitxar pel Dinamo de Tbilisi amb un contracte d'un any, amb l'opció d'un any addicional. El 3 de desembre de 2021, el Dinamo de Tbilisi va anunciar la marxa d'Ananidze després de jugar només 26 minuts amb el club.

### Dinamo Batumi i retirada
L'abril de 2022, Jano Ananidze va anunciar la seva retirada per culpa de les múltiples lesions sofertes els últims anys. Durant els darrers tres mesos va estar al Dinamo Batumi però només va poder jugar un total de 122 minuts.

## Selecció de Geòrgia
El març de 2009, el web de la UEFA va incloure a Ananidze com un dels tres "jugadors clau" de l'equip sub-17 de Geòrgia juntament amb Nika Dzalamidze i Irakli Shekiladze. El juliol de 2009 Ananidze va rebre i acceptar la invitació d'Héctor Cúper per a la selecció de Geòrgia. Es parlava sobre la possibilitat de que Ananidze jugués per a la selecció russa però segons les seves pròpies paraules: "Vaig fer la meva elecció. Sóc georgià i jugaré pel meu país".
Va debutar amb Geòrgia en una derrota per 0-2 a casa contra Itàlia el 5 de setembre de 2009. Va marcar el seu primer gol contra Eslovènia a Koper el 17 de novembre de 2010. Després va marcar contra Moldàvia des del punt de penal i Geòrgia va guanyar aquest partit per 2-0 l'11 de novembre de 2011.

## Estadístiques

### Club
| Club                          | País    | Any       | Partits | Gols |
| ----------------------------- | ------- | --------- | ------- | ---- |
| Spartak Moscou                | Rússia  | 2009-2020 | 145     | 16   |
| Rostov (cedit)                | Rússia  | 2013-2014 | 25      | 5    |
| Krylia Sovetov Samara (cedit) | Rússia  | 2018-2019 | 8       | 1    |
| Anorthosis Famagusta          | Xipre   | 2019-2020 | 8       | 0    |
| Rotor Volgograd               | Rússia  | 2020-2021 | 0       | 0    |
| Dinamo Tbilsi                 | Geòrgia | 2021      | 1       | 0    |
| Dinamo Batumi                 | Geòrgia | 2022      | 6       | 0    |

### Selecció
| Selecció | Any   | Partits | Gols |
| -------- | ----- | ------- | ---- |
| Georgia  | 2009  | 1       | 0    |
| Georgia  | 2010  | 6       | 1    |
| Georgia  | 2011  | 5       | 1    |
| Georgia  | 2012  | 5       | 0    |
| Georgia  | 2013  | 6       | 0    |
| Georgia  | 2014  | 4       | 1    |
| Georgia  | 2015  | 3       | 0    |
| Georgia  | 2016  | 4       | 1    |
| Georgia  | 2017  | 4       | 2    |
| Georgia  | 2018  | 2       | 0    |
| Georgia  | 2019  | 5       | 1    |
| Total    | Total | 45      | 7    |

## Palmarès

#### Spartak de Moscou
- Lliga Premier Russa : 2016–17
- Supercopa de Rússia : 2017

#### Rostov
- Copa de Rússia : 2013–14

#### Dinamo Batumi
- Supercopa de Geòrgia : 2022

#### Individual
- Futbolista georgià de l'any: 2009